# Australodiscus megalochrus
Pour les articles homonymes, voir Australodiscus.
Genre
Espèce
Synonymes
- Diplodiscus megalochrus Johnston, 1912 (protonyme)

Australodiscus megalochrus est une espèce de trématodes de la famille des Diplodiscidae.

## Taxinomie
L'espèce est originellement décrite en 1912 par le parasitologiste australien Stephen Jason Johnston sous le protonyme Diplodiscus megalochrus. Ottó Sey la déplace pour un nouveau genre monotypique, Australodiscus, en 1983.